# توربیان اگنر
توربیان اگنر (انگلیسی: Thorbjørn Egner؛ ۱۲ دسامبر ۱۹۱۲ – ۲۴ دسامبر ۱۹۹۰) یک نویسنده، مترجم، و آهنگ‌ساز اهل نروژ بود.
وی آثار خود را که شخصاً  ویراستاری کرده بود؛ در چند رسانه از جمله برنامه کودک تلویزیون نروژ به اجرا گذاشت. خود او معتقد بود که ۱۶ کتاب درسی نروژی او (۱۹۵۰تا ۱۹۷۲)، مهمترین آثار او هستند. آثار او به زبانهای زیادی ترجمه شده است. در نروژ یک شهرک بازی بر اساس یکی از داستانهایش ( مردم ودزدها در شهر کاردِمومه) ساخته شده است.